# Meudang Ghon
Meudang Ghon is een bestuurslaag in het regentschap Aceh Jaya van de provincie Atjeh, Indonesië. Meudang Ghon telt 119 inwoners (volkstelling 2010).